# Giulia Gwinn
Giulia Gwinn (født 2. juli 1999) er en tysk fodboldspiller, der spiller som midtbanespiller for Bayern München i Frauen-Bundesliga og Tysklands kvindefodboldlandshold.

## Internationale mål
| Gwinn – mål for Tyskland | Gwinn – mål for Tyskland | Gwinn – mål for Tyskland | Gwinn – mål for Tyskland | Gwinn – mål for Tyskland | Gwinn – mål for Tyskland | Gwinn – mål for Tyskland                        |
| #                        | Dato                     | Lokation                 | Modstander               | Score                    | Resultat                 | Turnering                                       |
| ------------------------ | ------------------------ | ------------------------ | ------------------------ | ------------------------ | ------------------------ | ----------------------------------------------- |
| 1.                       | 10. november 2018        | Osnabrück, Tyskland      | Italien                  | 3–2                      | 5–2                      | Venskabskamp                                    |
| 2.                       | 8. juni 2019             | Rennes, France           | Kina                     | 1–0                      | 1–0                      | VM i fodbold for kvinder 2019                   |
| 3.                       | 5. oktober 2019          | Aachen, Tyskland         | Ukraine                  | 2–0                      | 8–0                      | Kvalifikation til EM i fodbold for kvinder 2022 |

Link: